# Елизаровы-Гусевы
Елизаровы-Гусевы — русский дворянский род.
При подаче документов (03 октября 1686), для внесения рода в Бархатную книгу, была предоставлена родословная роспись Елизаровых-Гусевых.
Род угас в конце XVII века.
Считаются одного происхождения с Бирдюкиными-Зайцевыми.

## Происхождение и история рода
Родоначальник — боярин Константин Иванович Добрынский, потомок легендарного касожского князя Редеди. Внук Константина Ивановича - Елизарий Васильевич Гусев имел четырёх детей: Юрия Елизаровича; Владимир Елизарович казнён Иоанном III (1498); Василий и Михайло Елизаровичи были боярами у князя Юрия, сына Иоанна III. Многие представители рода Елизаровых-Гусевых в XVI и XVII веках были воеводами в различных  городах Сибири

## Известные представители
- Дмитрий — воевода в Ругодеве (1580–1582).
- Григорий Фёдорович — воевода в Сургуте (1601-1602) и Кетском остроге (1603 и 1610).
- Михаил Григорьевич — воевода в Тюмени (1621–1623).
- Михаил Григорьевич — второй в Московском Судном приказе (1639)[4][6]